# Bergrothomyia diemenensis
Bergrothomyia diemenensis är en tvåvingeart som beskrevs av Alexander 1928. Bergrothomyia diemenensis ingår i släktet Bergrothomyia och familjen småharkrankar. Inga underarter finns listade i Catalogue of Life.